# 67979 Michelory
67979 Michelory è un asteroide della fascia principale. Scoperto nel 2000, presenta un'orbita caratterizzata da un semiasse maggiore pari a 3,1181056 UA e da un'eccentricità di 0,0209210, inclinata di 12,96514° rispetto all'eclittica.
L'asteroide è dedicato all'astronomo svizzero Michel Ory.